# Cyrtopodion battalense
Cyrtopodion battalense är en ödleart som beskrevs av  Muhammad Sharif Khan 1993. Cyrtopodion battalense ingår i släktet Cyrtopodion och familjen geckoödlor. Inga underarter finns listade i Catalogue of Life.